# Al Beard
Albert "Al" Beard (nacido el 27 de abril de 1942 en Fort Valley, Georgia) es un exjugador de baloncesto estadounidense que disputó una temporada en la ABA. Con 2,06 metros de estatura, jugaba en la posición de pívot.

## Trayectoria deportiva

### Universidad
Jugó en su etapa universitaria con los Spartans de la Universidad Estatal de Norfolk, que en aquellos años se encontraba en la División II de la NCAA.

### Profesional
Tras no ser elegido en el Draft de la NBA, jugó una temporada con los New Jersey Americans de la ABA, en la que promedió 2,5 puntos y 3,8 rebotes por partido.

## Estadísticas de su carrera en la ABA

### Temporada regular
| Temporada | Edad | Equipo               | Liga | Pos. | P  | TIT | MIN | TC  | TCA | %TC  | 3P  | 3PA | %3P | 2P  | 2PA | %2P  | TL  | TLA | %TL  | R.OF. | R.DEF. | REB | ASIS | ROB | TAP | PER | FP  | PTS |
| 1967-68   | 25   | New Jersey Americans | ABA  |      | 12 |     | 9.8 | 1.0 | 1.9 | .522 | 0.0 | 0.0 |     | 1.0 | 1.9 | .522 | 0.5 | 0.9 | .545 |       |        | 3.8 | 0.0  |     |     | 1.0 | 2.4 | 2.5 |
| Total     |      |                      | ABA  |      | 12 |     | 9.8 | 1.0 | 1.9 | .522 | 0.0 | 0.0 |     | 1.0 | 1.9 | .522 | 0.5 | 0.9 | .545 |       |        | 3.8 | 0.0  |     |     | 1.0 | 2.4 | 2.5 |